# Olof Lundh

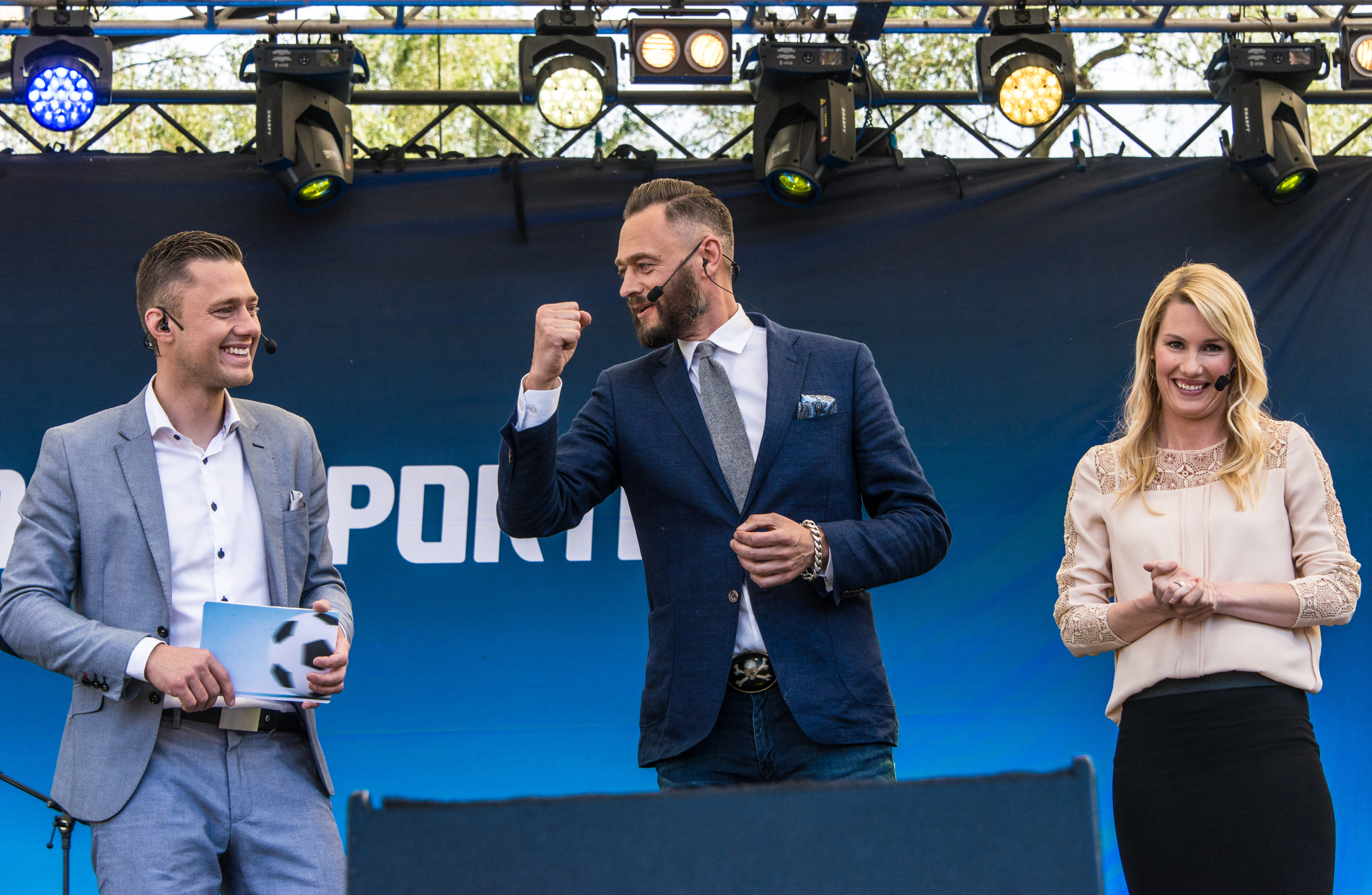
Per Skoglund, Olof Lundh och Hanna Marklund i samband med att Sveriges U21-landslag hyllas som nyblivna Europa-mästare i Kungsträdgården i Stockholm den 1 juli 2015.

Karl Olof Lundh, född 16 oktober 1966 i Lund, är en svensk fotbollsjournalist på TV4. Olof Lundh är chefredaktör på TV4:s fotbollssajt Fotbollskanalen där han krönikerar och har podcasten Lundh. Olof Lundh jobbar med fotbollssändningar och mästerskap som visas i TV4. Lundh skriver sedan september 2016 krönikor i Dagens Industri varannan fredag med fokus på sport och affärer. Han har skrivit en rad böcker på temat fotboll, bland annat med granskningar kring makt och ekonomi inom sporten. Han sommarpratade i P1 2024. 

## Journalistik
Olof Lundh arbetade på Expressen 1996–1997 och 2001–2006, varav 2002–2004 var som korrespondent i New York. Under åren 1997–2001 arbetade han på Göteborgs-Posten. Jobbet som fotbollsreporter för Expressen fick Lundh lämna efter att han informerat tidningen om att han hade tagit emot betalning för att ha skrivit texter till en hemsida som tillhörde fotbollsagenten Kent Carlzon. Hösten 2006 sade Lundh upp sig och gick till TV4 för att dra i gång fotbollskanalen.se.
Lundh var chef för fotbollskanalen.se 2008–2010 och chefredaktör 2011–2013 och gjorde comeback som chefredaktör 2024. Han har varit del av flera av TV4:s olika fotbollsprogram sedan 2006, bland annat Fotbollskanalen Europa på söndagar, där han under åren 2008–2015 ansvarade för Premier League, och även i Europa League-sändningarna med SUPERLIVE under åren 2010–2015 med Jesper Hussfelt, Emelie Ölander, Henrik Rydström och John Alvbåge på torsdagar. Olof Lundh är och var delaktig i tv-sändningar kring Sveriges landskamper för herrar och damer och jobbade för TV4/Fotbollskanalen.se under en rad VM- EM- och U21-EM-mästerskap från 2007 och framåt, både för herrar och damer.
I juni 2016 kom hans debutbok, Vad jag pratar om när jag pratar om fotboll, en journalistisk granskning av svensk fotboll. I april 2018 släppte Lundh sin andra bok, Allsvenskan enligt Lundh – makten, pengarna och tystnaden i svensk klubbfotboll. I september 2020 släppte han sin tredje bok, Landslaget enligt Lundh. I september 2021 kom boken Sporten och livet enligt Lundh som är en samling texter och krönikor. Därefter släppte han sin femte bok i september 2022, Templet i öknen, som handlade om hur Qatar fick VM i fotboll 2022 och hur sporttvätt etablerat sig.
Tillsammans med Patrick Ekwall har Lundh haft intervjuprogrammet Ekwall vs Lundh 2007–2012 samt 2015 och 2016. Duon gjorde även Superlive Europa League under 2010–13 samt Superlive Champions League 2012–2013 och har jobbat ihop under flera stora mästerskap, bland annat under EM 2012, VM 2010 och EM 2008.

## Priser och utmärkelser
I november 2015 blev Olof Lundh utsedd till årets sportjournalist i Sverige av Svenska sportjournalistförbundet. I oktober 2016 fick Lundh Per Wendel-priset till årets nyhetsreporter av Expressen. I november 2022 blev han nominerad till Stora journalistpriset som Årets röst. Olof Lundh fick Guldskölden för årets sportjobb både 2021 och 2022. Inför Kristallen 2010 var Olof Lundh nominerad tillsammans med Staffan Harvig för en granskning av agenter och svensk fotboll och till Kristallen 2024 var han nominerad för årets granskning för dokumentären Arvet efter Qatar-VM.

## Alla mot alla
Olof Lundh har deltagit i tolv säsonger av Alla mot alla med Filip och Fredrik. Han har tävlat med Martina Haag, E-Type, Kattis Ahlström, Lotta Lundgren och Gusten Dahlin men framför allt med Ebba von Sydow som han kört sju säsonger ihop med. De vann finalen i Globen som avslutade Alla mot alla Säsong 8, hösten 2022.

## Privatliv
Lundh är en trogen Leeds United-supporter samt håller på det svenska superettan-laget Landskrona BoIS. Fotbollskarriären var begränsad och han spelade handboll i Lugi under uppväxten.
Olof Lundhs far Bengt var läkare och modern Inger jobbade först på bank och sedan på sjukhusets administration. Farfadern, läkaren Gösta Lundh, har gatan Gösta Lundhs gata i Landskrona uppkallad efter sig. Faderns kusin var forskaren David Ingvar. Olof Lundh har två vuxna barn.

## Böcker
- Vad jag pratar om när jag pratar om fotboll, 2016
- Allsvenskan enligt Lundh: Makten, pengarna och tystnaden i svensk klubbfotboll, 2018
- Till min son, antologi, 2018
- Landslaget enligt Lundh, 2020
- Sporten och livet enligt Lundh, 2021
- Templet i Öknen, 2022

- London: historia, tunnelbana, popkultur, fotboll, politik, James Bond, musik, hemligheter (medförfattare)